# Fondation Princesse Charlène de Monaco
La Fondation Princesse Charlène de Monaco est une fondation monégasque créée en 2012 par S.A.S. la Princesse Charlène de Monaco qui s'est fixé comme objectif prioritaire de sauver des vies en luttant contre les noyades et qui se consacre également à l'éducation et à la construction de l’enfant par le sport.

## Historique
La fondation a été créée en 2012 par S.A.S. la Princesse Charlène de Monaco.

## Missions et objectifs de la Fondation
La fondation s'est fixé comme objectif prioritaire de sauver des vies en luttant contre les noyades. Ses missions visent à sensibiliser l'opinion publique aux dangers de l'eau, enseigner aux enfants les mesures de prévention et leur apprendre à nager,. Elle se consacre également à l'éducation et à la construction de l’enfant par le sport.

S.A.S. la Princesse Charlène promeut le sport comme un vecteur d'épanouissement et de développement social et déclare :
« La Fondation Princesse Charlène de Monaco, depuis sa création, met en œuvre cette vision à travers des projets soulignant la prise de conscience et la sécurité en milieu aquatique, ainsi que des projets sportifs et éducatifs. Ces projets ciblent tout particulièrement les enfants ».

## Actions et engagements de la Fondation
Dans le cadre de ses trois programmes, la Fondation Princesse Charlène de Monaco a soutenu de nombreux projets à travers le monde, en apportant un soutien humain, technique ou financier à des entités aux champs d’action variés dans 34 pays.

### Afrique
Depuis 2016, en partenariat avec l’association Educational Development Projects Trust (EDP Trust), la fondation est engagée avec le Lycée Awutu-Winton au Guana. L'objectif est de proposer un enseignement secondaire gratuit et d'initier les enfants à la natation et aux risques de noyade. 

### Two-15 Challenge
L’athlète britannique Paula Radcliffe dévoile les coulisses du projet sportif « Two-15 Challenge » en lien avec la fondation. En effet, à partir du chronomètre (2heures, 15 minutes 25 secondes) qui a été son record du monde, l'athlète souhaite promouvoir la pratique sportive régulière auprès des familles et jeunes de Monaco. Par ce challenge, elle propose la pratique quotidienne de 15 minutes d'activité physique pendant les vacances scolaires. 

## Ambassadeurs et Conseillers de la Fondation
Les Ambassadeurs de la Fondation sont des relais qui ont pour mission de faire connaître la Fondation, aider au développement de projets et mettre en lumière les jeunes talents dans leurs pays respectifs,.
Les Ambassadeurs de la Fondation sont :
- Yannick Agnel (nageur français)
- Alexandre Bilodeau (skieur canadien)
- Jenson Button (pilote de course automobile britannique)
- Novak Djokovic (joueur de tennis serbe)
- Pierre Frolla (apnéiste monégasque)
- Nic Lamb (surfeur américain)
- Charles Leclerc (pilote de course automobile monégasque)
- Greg Louganis (plongeur américain)
- Bjorn Maaseide (joueur de volley-ball norvégien)
- Jamie Mitchell (surfeur australien)
- Ryk Neethling (nageur sud-africain)
- Terence Parkin (nageur sud-africain)
- Bruno Senna (pilote de course automobile brésilien)
- Aksel Lund Svindal (skieur norvégien)
- Dara Torres (nageuse américaine)
- Franziska van Almsick (nageuse allemande)
- Rick Yune (acteur américain)
- Peter Sagan (coureur cycliste slovaque)[9]

Les Conseillers de la Fondation sont :
- Catharina Elliott
- François Pienaar